# Rangsdorf
Rangsdorf je občina v Nemčiji, ki spada v okrožje Teltow-Fläming v sklopu zvezne države Brandenburg. Najbolje je poznano po letališču, s katerega je 20. julija odletel Claus Schenk Graf von Stauffenberg, da bi izvedel atentant na Hitlerja v Volčjem brlogu.